# Fast and Furious (série de films)
Pour les articles homonymes, voir Fast (homonymie).
 Pour plus de détails, voir Fiche technique et Distribution
Fast and Furious — ou Rapides et Dangereux au Québec — est une série de films d'action américains, dont les thèmes tournent principalement autour des voitures et de la famille. Distribuée par Universal Pictures, elle comprend, à ce jour, onze longs métrages et deux courts métrages. 
Le premier film, Fast and Furious (2001), réalisé par Rob Cohen, est basé sur un article intitulé Racer X, écrit par le journaliste Ken Li et publié dans Vibe en 1998, parlant de courses-poursuites et de différents vols dans les rues de New York (le film se déroule cependant à Los Angeles).
La franchise est également adaptée pour la télévision, avec la série d'animation Fast and Furious : Les Espions dans la course, diffusée de 2019 à 2021 sur Netflix.

## Filmographie
La série de films Fast and Furious est composée de dix films principaux, un spin-off et deux courts métrages. Un autre film principal ainsi qu'un deuxième spin-off sont prévus après 2025.
Bien que sorti en 2006 et étant le troisième opus de la saga, Fast and Furious: Tokyo Drift se déroule chronologiquement entre les films Fast and Furious 6 et Fast and Furious 7.
Les courts métrages Turbo-Charged Prelude et Los Bandoleros servent de lien entre certains des films. Ils ont été inclus en bonus sur certains DVD.

### Films principaux
1. Fast and Furious (The Fast and the Furious), réalisé par Rob Cohen (2001) ;
2. 2 Fast 2 Furious (2 Fast 2 Furious), réalisé par John Singleton (2003) ;
3. Fast and Furious: Tokyo Drift (The Fast and the Furious: Tokyo Drift), réalisé par Justin Lin (2006) ;
4. Fast and Furious 4 (Fast and Furious), réalisé par Justin Lin (2009) ;
5. Fast and Furious 5 (Fast Five), réalisé par Justin Lin (2011) ;
6. Fast and Furious 6 (Fast & Furious 6), réalisé par Justin Lin (2013) ;
7. Fast and Furious 7 (Furious 7), réalisé par James Wan (2015) ;
8. Fast and Furious 8 (The Fate of the Furious), réalisé par F. Gary Gray (2017) ;
9. Fast and Furious 9 (F9), réalisé par Justin Lin (2021) ;
10. Fast and Furious 10 (Fast X, Part 1), réalisé par Louis Leterrier (2023) ;
11. Fast and Furious 11 (Fast X, Part 2), réalisé par Louis Leterrier (2026) Date sujette à modification.
12. Fast and Furious 12[1], réalisé par Louis Leterrier (2028) Date sujette à modification. (Le film a seulement été évoqué lors de deux interviews).

### Spin-off
1. Fast and Furious: Hobbs and Shaw (Fast and Furious Presents: Hobbs and Shaw), réalisé par David Leitch (2019) ;
2. Fast and Furious: Hobbs and Reyes (À Venir)

### Courts métrages
1. Turbo-Charged Prelude (Turbo-Charged Prelude to 2 Fast 2 Furious), réalisé par Philip G. Atwell (2003) ;
2. Los Bandoleros, réalisé par Vin Diesel (2009).

## Fiche technique
| Titre français                    | Films                                      | Films                            | Films                                 | Films                     | Films                     | Films                     | Films                     | Films                     | Films                                         | Films                            | Films                      | Films                      |  |
| Titre français                    | Fast and Furious (2001)                    | 2 Fast 2 Furious (2003)          | Fast and Furious: Tokyo Drift (2006)  | Fast and Furious 4 (2009) | Fast and Furious 5 (2011) | Fast and Furious 6 (2013) | Fast and Furious 7 (2015) | Fast and Furious 8 (2017) | Fast and Furious: Hobbs and Shaw (2019)       | Fast and Furious 9 (2021)        | Fast and Furious 10 (2023) | Fast and Furious 11 (2026) |  |
| --------------------------------- | ------------------------------------------ | -------------------------------- | ------------------------------------- | ------------------------- | ------------------------- | ------------------------- | ------------------------- | ------------------------- | --------------------------------------------- | -------------------------------- | -------------------------- | -------------------------- |  |
| Titres anglais                    | The Fast and the Furious                   | 2 Fast 2 Furious                 | The Fast and the Furious: Tokyo Drift | Fast and Furious          | Fast Five                 | Fast & Furious 6          | Furious 7                 | The Fate of the Furious   | Fast and Furious Presents: Hobbs and Shaw     | F9                               | Fast X                     | Fast and Furious 11        |  |
| Titre québécois                   | Rapides et dangereux                       | Rapides et dangereux 2           | Rapides et dangereux : Tokyo Drift    | Rapides et dangereux 4    | Rapides et dangereux 5    | Rapides et dangereux 6    | Dangereux 7               | Le Destin des dangereux   | Rapides et dangereux présentent Hobbs et Shaw | Rapides et dangereux 9 : La Saga | Rapides et dangereux 10    | Rapide et dangereux 11     |  |
| Réalisateurs                      | Rob Cohen                                  | John Singleton                   | Justin Lin                            | Justin Lin                | Justin Lin                | Justin Lin                | James Wan                 | F. Gary Gray              | David Leitch                                  | Justin Lin                       | Louis Leterrier            | Louis Leterrier            |  |
| Producteurs                       | Neal H. Moritz                             | Neal H. Moritz                   | Neal H. Moritz                        | Neal H. Moritz            | Neal H. Moritz            | Neal H. Moritz            | Neal H. Moritz            | Neal H. Moritz            | Neal H. Moritz                                | Neal H. Moritz                   | Neal H. Moritz             | Neal H. Moritz             |  |
| Producteurs                       |                                            |                                  |                                       | Vin Diesel                | Vin Diesel                | Vin Diesel                | Vin Diesel                | Vin Diesel                | Dwayne Johnson                                | Vin Diesel                       | Vin Diesel                 | Vin Diesel                 |  |
| Producteurs                       |                                            | Michael Fottrell                 |                                       | Michael Fottrell          | Michael Fottrell          |                           | Michael Fottrell          | Michael Fottrell          | Hiram Garcia                                  | Clayton Townsend                 | Justin Lin                 |                            |  |
| Scénaristes                       |                                            | Michael Brandt                   | Chris Morgan                          | Chris Morgan              | Chris Morgan              | Chris Morgan              | Chris Morgan              | Chris Morgan              | Chris Morgan                                  | Justin Lin                       | Justin Lin                 | Christina Hodson           |  |
| Scénaristes                       | Erik Bergquist                             | Derek Haas                       |                                       |                           |                           |                           |                           |                           |                                               | Daniel Casey                     | Dan Mazeau                 | Oren Uziel                 |  |
| Scénaristes                       | Gary Scott Thompson                        | Gary Scott Thompson              |                                       |                           |                           |                           |                           |                           |                                               |                                  | Zach Dean                  |                            |  |
| Scénaristes                       | David Ayer                                 |                                  |                                       |                           |                           |                           |                           |                           |                                               |                                  |                            |                            |  |
| Compositeurs                      | B. Wayne Transeau                          | David Arnold                     | Brian Tyler                           | Brian Tyler               | Brian Tyler               | Lucas Vidal               | Brian Tyler               | Brian Tyler               | Tyler Bates                                   | Brian Tyler                      | Brian Tyler                | Brian Tyler                |  |
| Photographie                      | Ericson Core                               | Matthew F. Leonetti              | Stephen F. Windon                     | Amir Mokri                | Amir Mokri                | Stephen F. Windon         | Stephen F. Windon         | Stephen F. Windon         | Jonathan Sela                                 | Stephen F. Windon                | Stephen F. Windon          | N/A                        |  |
| Monteurs                          | Peter Honess                               | Bruce Cannon                     |                                       | Christian Wagner          | Christian Wagner          |                           | Christian Wagner          | Christian Wagner          | NC                                            | Dylan Highsmith                  | Dylan Highsmith            | N/A                        |  |
| Monteurs                          |                                            | Dallas Puett (de)                | Dallas Puett (de)                     |                           |                           |                           |                           | Paul Rubell               |                                               | Greg D'Auria                     | Laura Yanovich             | N/A                        |  |
| Monteurs                          |                                            |                                  | Fred Raskin                           | Fred Raskin               | Fred Raskin               |                           |                           |                           |                                               |                                  | Corbin Meh                 | N/A                        |  |
| Monteurs                          |                                            |                                  | Kelly Matsumoto                       |                           | Kelly Matsumoto           | Kelly Matsumoto           |                           |                           |                                               | Kelly Matsumoto                  | Kelly Matsumoto            | N/A                        |  |
| Budget                            | 38 000 000 $                               | 76 000 000 $                     | 85 000 000 $                          | 85 000 000 $              | 125 000 000 $             | 160 000 000 $             | 250 000 000 $             | 250 000 000 $             | 200 000 000 $                                 | 200 000 000 $                    | 340 000 000 $              | N/A                        |  |
| Durée                             | 106 minutes                                | 107 minutes                      | 104 minutes                           | 107 minutes               | 130 minutes               | 130 minutes               | 134 minutes               | 136 minutes               | 136 minutes                                   | 143 minutes                      | 141 minutes                | N/A                        |  |
| Dates de sortie États-Unis Canada | 22 juin 2001                               | 6 juin 2003                      | 16 juin 2006                          | 3 avril 2009              | 29 avril 2011             | 24 mai 2013               | 3 avril 2015              | 14 avril 2017             | 2 août 2019                                   | 25 juin 2021                     | 19 mai 2023                | 4 avril 2025               |  |
| Dates de sortie France            | 26 septembre 2001                          | 18 juin 2003                     | 19 juillet 2006                       | 8 avril 2009              | 4 mai 2011                | 22 mai 2013               | 1er avril 2015            | 12 avril 2017             | 7 août 2019                                   | 14 juillet 2021                  | 17 mai 2023                | avril 2025                 |  |
| Pays d'origine                    | États-Unis                                 | États-Unis                       | États-Unis                            | États-Unis                | États-Unis                | États-Unis                | États-Unis                | États-Unis                | États-Unis                                    | États-Unis                       | États-Unis                 | États-Unis                 |  |
| Pays d'origine                    | Allemagne                                  | Allemagne                        | Allemagne                             | Japon                     |                           |                           |                           | Japon                     |                                               |                                  |                            |                            |  |
| Sociétés de production            | Original Film                              | Original Film                    | Original Film                         | Original Film             | Original Film             | Original Film             | Original Film             | Original Film             | Original Film                                 | Original Film                    | Original Film              | Original Film              |  |
| Sociétés de production            |                                            |                                  |                                       | One Race Films            | One Race Films            | One Race Films            | One Race Films            | One Race Films            | Seven Bucks Productions                       | One Race Films                   | One Race Films             | One Race Films             |  |
| Sociétés de production            |                                            |                                  | Relativity Media                      | Relativity Media          |                           | Relativity Media          | Relativity Media          |                           |                                               |                                  |                            |                            |  |
| Sociétés de production            | Mediastream Film GmbH & Co. Productions KG | Mikona Productions GmbH & Co. KG | MP Munich Pape Filmproductions        | Dentsu                    | Dentsu                    | Dentsu                    | Dentsu                    |                           |                                               |                                  |                            |                            |  |
| Sociétés de production            | Ardustry Entertainment                     | Ardustry Entertainment           |                                       |                           |                           |                           | Etalon Film               |                           |                                               |                                  |                            |                            |  |
| Distributeur                      | Universal Pictures                         | Universal Pictures               | Universal Pictures                    | Universal Pictures        | Universal Pictures        | Universal Pictures        | Universal Pictures        | Universal Pictures        | Universal Pictures                            | Universal Pictures               | Universal Pictures         | Universal Pictures         |  |

## Distribution
| Personnages               | Films et courts métrages (par ordre chronologique) | Films et courts métrages (par ordre chronologique) | Films et courts métrages (par ordre chronologique) | Films et courts métrages (par ordre chronologique) | Films et courts métrages (par ordre chronologique) | Films et courts métrages (par ordre chronologique) | Films et courts métrages (par ordre chronologique) | Films et courts métrages (par ordre chronologique) | Films et courts métrages (par ordre chronologique) | Films et courts métrages (par ordre chronologique) | Films et courts métrages (par ordre chronologique) | Films et courts métrages (par ordre chronologique) | Films et courts métrages (par ordre chronologique) | Films et courts métrages (par ordre chronologique) | Films et courts métrages (par ordre chronologique) |
| Personnages               | Fast and Furious (2001)                            | Turbo-Charged Prelude (court métrage) (2003)       | 2 Fast 2 Furious (2003)                            | Tokyo Drift (2006)                                 | Los Bandoleros (court métrage) (2009)              | Fast and Furious 4 (2009)                          | Fast and Furious 5 (2011)                          | Fast and Furious 6 (2013)                          | Fast and Furious 7 (2015)                          | Fast and Furious 8 (2017)                          | Fast and Furious: Hobbs and Shaw (2019)            | Fast and Furious 9 (2021)                          | Fast and Furious 10 (2023)                         | Fast and Furious 11 (2026)                         | Fast and Furious: Hobbs and Reyes (N/A)            |
| ------------------------- | -------------------------------------------------- | -------------------------------------------------- | -------------------------------------------------- | -------------------------------------------------- | -------------------------------------------------- | -------------------------------------------------- | -------------------------------------------------- | -------------------------------------------------- | -------------------------------------------------- | -------------------------------------------------- | -------------------------------------------------- | -------------------------------------------------- | -------------------------------------------------- | -------------------------------------------------- | -------------------------------------------------- |
| Personnages principaux    |                                                    |                                                    |                                                    |                                                    |                                                    |                                                    |                                                    |                                                    |                                                    |                                                    |                                                    |                                                    |                                                    |                                                    |                                                    |
| Dominic Toretto           | Vin Diesel                                         |                                                    |                                                    | Vin Diesel                                         | Vin Diesel                                         | Vin Diesel                                         | Vin Diesel                                         | Vin Diesel                                         | Vin Diesel                                         | Vin Diesel                                         |                                                    | Vin Diesel                                         | Vin Diesel                                         | Vin Diesel                                         |                                                    |
| Brian O'Conner            | Paul Walker                                        | Paul Walker                                        | Paul Walker                                        |                                                    |                                                    | Paul Walker                                        | Paul Walker                                        | Paul Walker                                        | Paul, Cody et Caleb Walker                         |                                                    |                                                    |                                                    | Paul Walker (images d'archives)                    |                                                    |                                                    |
| Luke Hobbs                |                                                    |                                                    |                                                    |                                                    |                                                    |                                                    | Dwayne Johnson                                     | Dwayne Johnson                                     | Dwayne Johnson                                     | Dwayne Johnson                                     | Dwayne Johnson                                     |                                                    | Dwayne Johnson (scène post-générique)              | Dwayne Johnson                                     | Dwayne Johnson                                     |
| Deckard Shaw              |                                                    |                                                    |                                                    |                                                    |                                                    |                                                    |                                                    | Jason Statham (scène post-générique)               | Jason Statham                                      | Jason Statham                                      | Jason Statham                                      | Jason Statham (scène post-générique)               | Jason Statham                                      | Jason Statham                                      |                                                    |
| Leticia "Letty" Ortiz     | Michelle Rodríguez                                 |                                                    |                                                    |                                                    | Michelle Rodríguez                                 | Michelle Rodríguez                                 | Michelle Rodríguez (photo)                         | Michelle Rodríguez                                 | Michelle Rodríguez                                 | Michelle Rodríguez                                 |                                                    | Michelle Rodríguez                                 | Michelle Rodríguez                                 | Michelle Rodríguez                                 |                                                    |
| Mia Toretto               | Jordana Brewster                                   |                                                    |                                                    |                                                    |                                                    | Jordana Brewster                                   | Jordana Brewster                                   | Jordana Brewster                                   | Jordana Brewster                                   |                                                    |                                                    | Jordana Brewster                                   | Jordana Brewster                                   | Jordana Brewster                                   |                                                    |
| Elena Neves               |                                                    |                                                    |                                                    |                                                    |                                                    |                                                    | Elsa Pataky                                        | Elsa Pataky                                        | Elsa Pataky                                        | Elsa Pataky                                        |                                                    |                                                    | Elsa Pataky (image d'archive)                      |                                                    |                                                    |
| Roman Pearce              |                                                    |                                                    | Tyrese Gibson                                      |                                                    |                                                    |                                                    | Tyrese Gibson                                      | Tyrese Gibson                                      | Tyrese Gibson                                      | Tyrese Gibson                                      |                                                    | Tyrese Gibson                                      | Tyrese Gibson                                      | Tyrese Gibson                                      |                                                    |
| Tej Parker                |                                                    |                                                    | Chris Bridges                                      |                                                    |                                                    |                                                    | Chris Bridges                                      | Chris Bridges                                      | Chris Bridges                                      | Chris Bridges                                      |                                                    | Chris Bridges                                      | Chris Bridges                                      | Chris Bridges                                      |                                                    |
| Han Lue                   |                                                    |                                                    |                                                    | Sung Kang                                          | Sung Kang                                          | Sung Kang                                          | Sung Kang                                          | Sung Kang                                          | Sung Kang (images d'archives)                      |                                                    |                                                    | Sung Kang                                          | Sung Kang                                          | Sung Kang                                          |                                                    |
| Gisele Harabo             |                                                    |                                                    |                                                    |                                                    |                                                    | Gal Gadot                                          | Gal Gadot                                          | Gal Gadot                                          | Gal Gadot (images d'archives)                      |                                                    |                                                    | Gal Gadot (images d'archives)                      | Gal Gadot (caméo)                                  | Gal Gadot                                          |                                                    |
| Megan Ramsey              |                                                    |                                                    |                                                    |                                                    |                                                    |                                                    |                                                    |                                                    | Nathalie Emmanuel                                  | Nathalie Emmanuel                                  |                                                    | Nathalie Emmanuel                                  | Nathalie Emmanuel                                  | Nathalie Emmanuel                                  |                                                    |
| Jakob Toretto             |                                                    |                                                    |                                                    |                                                    |                                                    |                                                    |                                                    |                                                    |                                                    |                                                    |                                                    | John Cena                                          | John Cena                                          | John Cena                                          |                                                    |
| Personnages secondaires   |                                                    |                                                    |                                                    |                                                    |                                                    |                                                    |                                                    |                                                    |                                                    |                                                    |                                                    |                                                    |                                                    |                                                    |                                                    |
| Vince                     | Matt Schulze                                       |                                                    |                                                    |                                                    |                                                    |                                                    | Matt Schulze                                       |                                                    |                                                    |                                                    |                                                    |                                                    |                                                    |                                                    |                                                    |
| Hector                    | Noel Gugliemi                                      |                                                    |                                                    |                                                    |                                                    |                                                    |                                                    |                                                    | Noel Gugliemi (caméo)                              |                                                    |                                                    |                                                    |                                                    |                                                    |                                                    |
| Agent Bilkins             | Thom Barry                                         |                                                    | Thom Barry                                         |                                                    |                                                    |                                                    |                                                    |                                                    |                                                    |                                                    |                                                    |                                                    |                                                    |                                                    |                                                    |
| Monica Fuentes            |                                                    |                                                    | Eva Mendes                                         |                                                    |                                                    |                                                    | Eva Mendes                                         |                                                    |                                                    |                                                    |                                                    |                                                    |                                                    |                                                    |                                                    |
| Sean Boswell              |                                                    |                                                    |                                                    | Lucas Black                                        |                                                    |                                                    |                                                    |                                                    | Lucas Black                                        |                                                    |                                                    | Lucas Black                                        |                                                    |                                                    |                                                    |
| Neela                     |                                                    |                                                    |                                                    | Nathalie Kelley                                    |                                                    |                                                    |                                                    |                                                    | Nathalie Kelley                                    |                                                    |                                                    |                                                    |                                                    |                                                    |                                                    |
| Twinkie                   |                                                    |                                                    |                                                    | Bow Wow                                            |                                                    |                                                    |                                                    |                                                    | Bow Wow                                            |                                                    |                                                    | Bow Wow                                            |                                                    |                                                    |                                                    |
| Tego Leo                  |                                                    |                                                    |                                                    |                                                    | Tego Calderón                                      | Tego Calderón                                      | Tego Calderón                                      |                                                    |                                                    | Tego Calderón                                      |                                                    |                                                    |                                                    |                                                    |                                                    |
| Rico Santos               |                                                    |                                                    |                                                    |                                                    | Don Omar                                           | Don Omar                                           | Don Omar                                           |                                                    |                                                    | Don Omar                                           |                                                    | Don Omar                                           |                                                    |                                                    |                                                    |
| Owen Shaw                 |                                                    |                                                    |                                                    |                                                    |                                                    |                                                    |                                                    | Luke Evans                                         | Luke Evans                                         | Luke Evans                                         |                                                    |                                                    |                                                    |                                                    |                                                    |
| Michael Stasiak           |                                                    |                                                    |                                                    |                                                    |                                                    | Shea Whigham                                       |                                                    | Shea Whigham                                       |                                                    |                                                    |                                                    | Shea Whigham                                       |                                                    |                                                    |                                                    |
| M. Personne (Frank Petty) |                                                    |                                                    |                                                    |                                                    |                                                    |                                                    |                                                    |                                                    | Kurt Russell                                       | Kurt Russell                                       |                                                    | Kurt Russell                                       |                                                    |                                                    |                                                    |
| Tess Petty                |                                                    |                                                    |                                                    |                                                    |                                                    |                                                    |                                                    |                                                    |                                                    |                                                    |                                                    |                                                    | Brie Larson                                        | Brie Larson                                        |                                                    |
| Eric Reisner              |                                                    |                                                    |                                                    |                                                    |                                                    |                                                    |                                                    |                                                    |                                                    | Scott Eastwood                                     |                                                    |                                                    | Scott Eastwood                                     | Scott Eastwood                                     |                                                    |
| Hattie Shaw               |                                                    |                                                    |                                                    |                                                    |                                                    |                                                    |                                                    |                                                    |                                                    |                                                    | Vanessa Kirby                                      |                                                    |                                                    |                                                    |                                                    |
| Isabella Neves            |                                                    |                                                    |                                                    |                                                    |                                                    |                                                    |                                                    |                                                    |                                                    |                                                    |                                                    |                                                    | Daniela Melchior                                   | Daniela Melchior                                   |                                                    |
| Antagonistes              |                                                    |                                                    |                                                    |                                                    |                                                    |                                                    |                                                    |                                                    |                                                    |                                                    |                                                    |                                                    |                                                    |                                                    |                                                    |
| Johnny Tran               | Rick Yune                                          |                                                    |                                                    |                                                    |                                                    |                                                    |                                                    |                                                    |                                                    |                                                    |                                                    |                                                    |                                                    |                                                    |                                                    |
| Carter Verone             |                                                    |                                                    | Cole Hauser                                        |                                                    |                                                    |                                                    |                                                    |                                                    |                                                    |                                                    |                                                    |                                                    |                                                    |                                                    |                                                    |
| Takashi Kamata            |                                                    |                                                    |                                                    | Brian Tee                                          |                                                    |                                                    |                                                    |                                                    |                                                    |                                                    |                                                    |                                                    |                                                    |                                                    |                                                    |
| Arturo Braga              |                                                    |                                                    |                                                    |                                                    |                                                    | John Ortiz                                         |                                                    | John Ortiz                                         |                                                    |                                                    |                                                    |                                                    |                                                    |                                                    |                                                    |
| Fenix Rise                |                                                    |                                                    |                                                    |                                                    |                                                    | Laz Alonso                                         |                                                    | Laz Alonso (flashback)                             |                                                    |                                                    |                                                    |                                                    |                                                    |                                                    |                                                    |
| Hernan Reyes              |                                                    |                                                    |                                                    |                                                    |                                                    |                                                    | Joaquim de Almeida                                 |                                                    |                                                    |                                                    |                                                    |                                                    | Joaquim de Almeida (image d'archive + caméo)       |                                                    |                                                    |
| Mose Jakande              |                                                    |                                                    |                                                    |                                                    |                                                    |                                                    |                                                    |                                                    | Djimon Hounsou                                     | Djimon Hounsou (photo)                             |                                                    |                                                    |                                                    |                                                    |                                                    |
| Louie Kiet                |                                                    |                                                    |                                                    |                                                    |                                                    |                                                    |                                                    |                                                    | Tony Jaa                                           |                                                    |                                                    |                                                    |                                                    |                                                    |                                                    |
| Kara                      |                                                    |                                                    |                                                    |                                                    |                                                    |                                                    |                                                    |                                                    | Ronda Rousey                                       |                                                    |                                                    |                                                    |                                                    |                                                    |                                                    |
| Cipher                    |                                                    |                                                    |                                                    |                                                    |                                                    |                                                    |                                                    |                                                    |                                                    | Charlize Theron                                    |                                                    | Charlize Theron                                    | Charlize Theron                                    | Charlize Theron                                    |                                                    |
| Conner Rhodes             |                                                    |                                                    |                                                    |                                                    |                                                    |                                                    |                                                    |                                                    |                                                    | Kristofer Hivju                                    |                                                    |                                                    |                                                    |                                                    |                                                    |
| Brixton                   |                                                    |                                                    |                                                    |                                                    |                                                    |                                                    |                                                    |                                                    |                                                    |                                                    | Idris Elba                                         |                                                    |                                                    |                                                    |                                                    |
| Dante Reyes               |                                                    |                                                    |                                                    |                                                    |                                                    |                                                    |                                                    |                                                    |                                                    |                                                    |                                                    |                                                    | Jason Momoa                                        | Jason Momoa                                        | Jason Momoa                                        |

N.B. : l'épisode 3, Tokyo Drift, se déroule après le 6e film. Dans Tokyo Drift, Han meurt à la fin du film, alors qu'il est présent dans les épisodes 4, 5 et 6. Voulant absolument intégrer le personnage de Han dans les épisodes 4, 5 et 6 et pour ne pas partir dans des histoires de "résurrection" du personnage ou autre, les scénaristes ont modifié la chronologie des épisodes, plaçant donc Tokyo Drift à regarder entre les volets 6 et 7.
La sortie du 7e épisode est retardée à cause de la réécriture du script, à la suite du décès de Paul Walker, le 30 novembre 2013.

Photos des acteurs principaux de la franchise
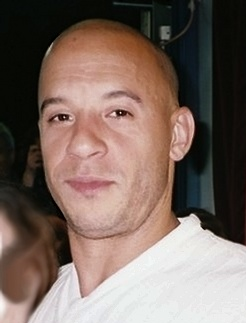
Vin Diesel interprète Dominic Toretto dans les épisodes 1 et 4 à 11 (9 films).
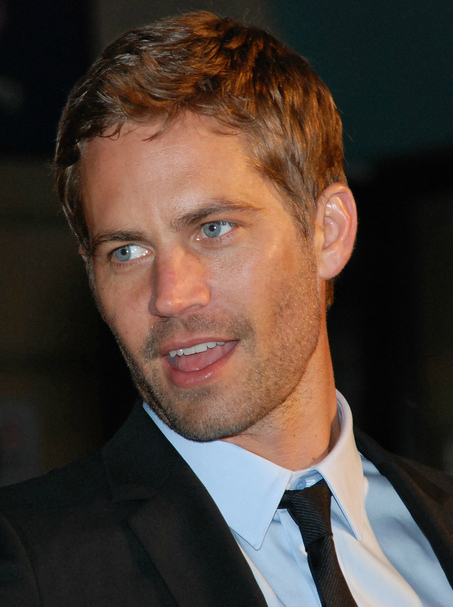
Paul Walker interprète Brian O'Conner dans les épisodes 1, 2, 4 à 7 (6 films)
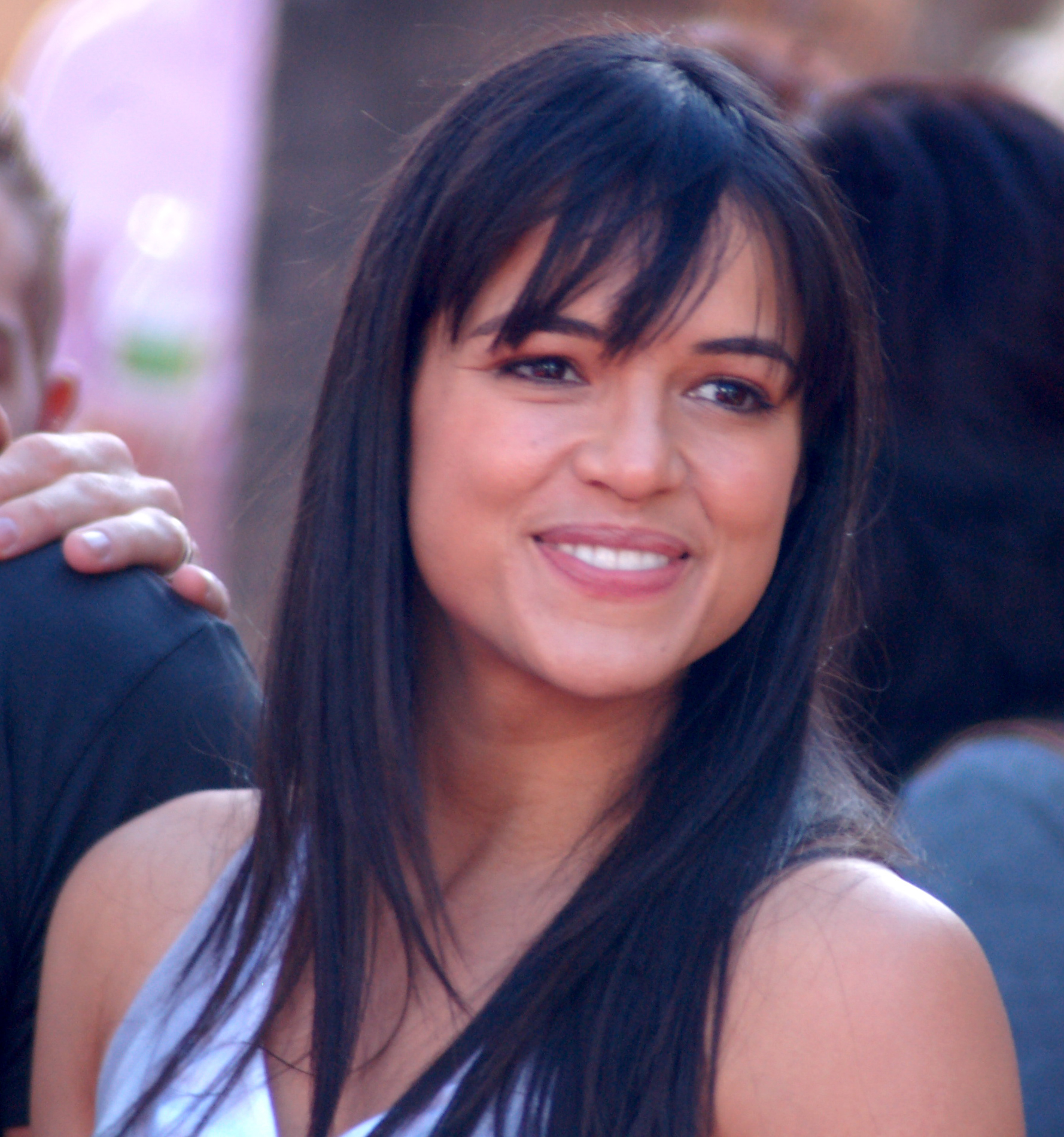
Michelle Rodríguez interprète Leticia "Letty" Ortiz dans les épisodes 1, 4, 6 à 11 (8 films)
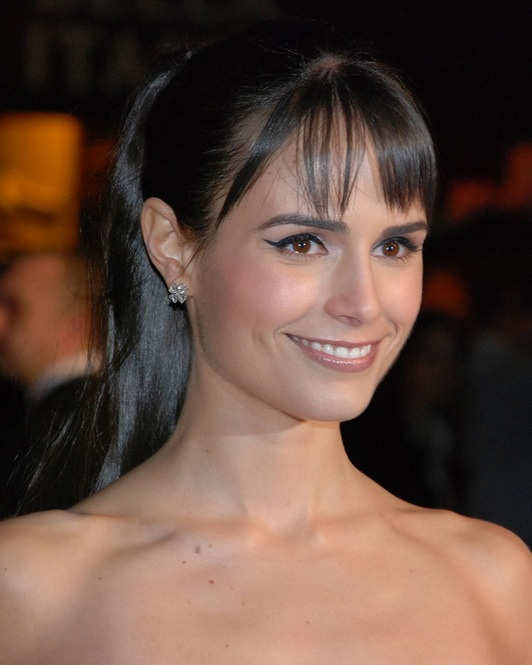
Jordana Brewster interprète Mia Toretto dans les épisodes 1, 4 à 7, 9 à 11 (8 films)
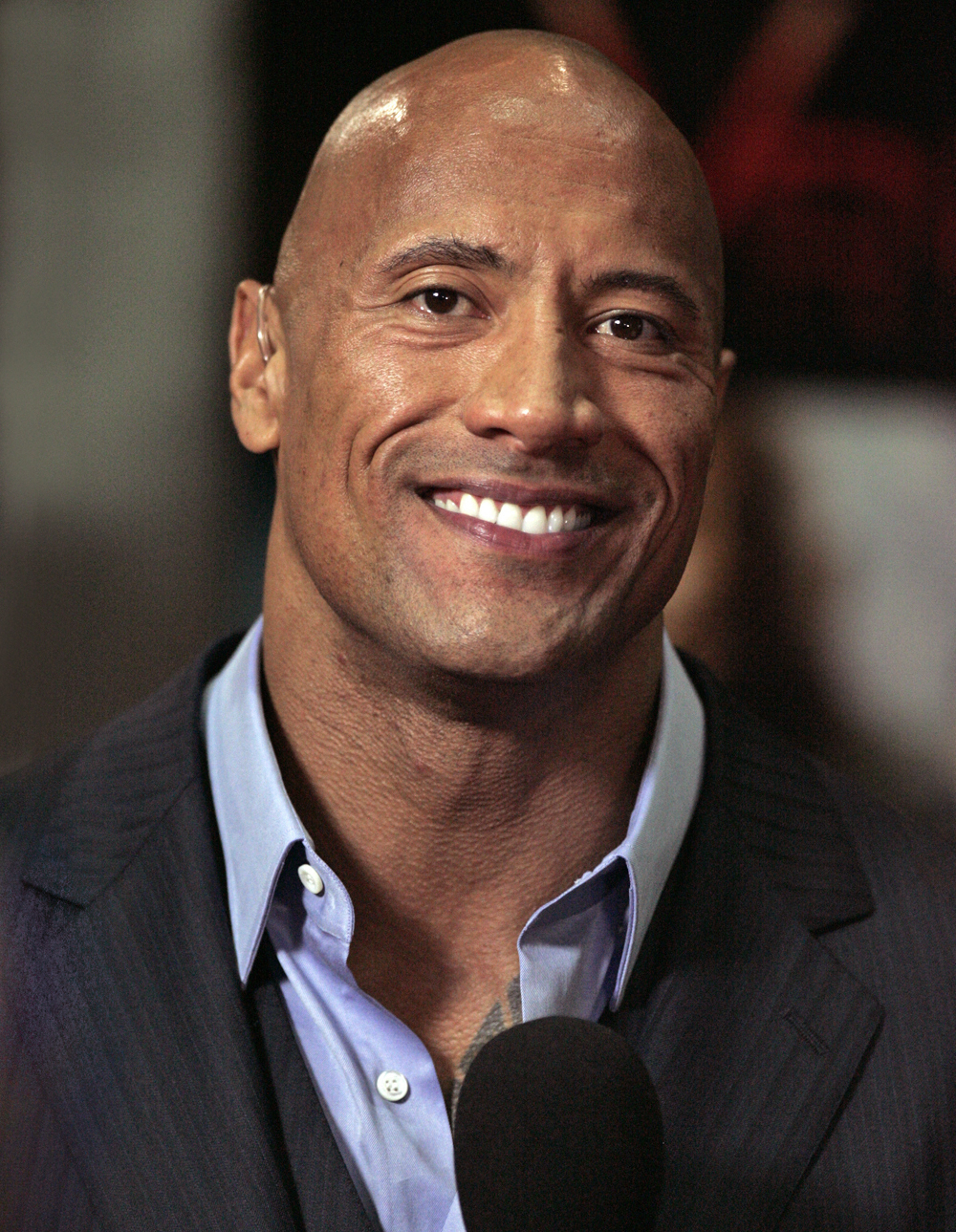
Dwayne Johnson interprète Luke Hobbs dans les épisodes 5 à 8, Hobbs and Shaw, 11 et Hobbs and Reyes (7 films).
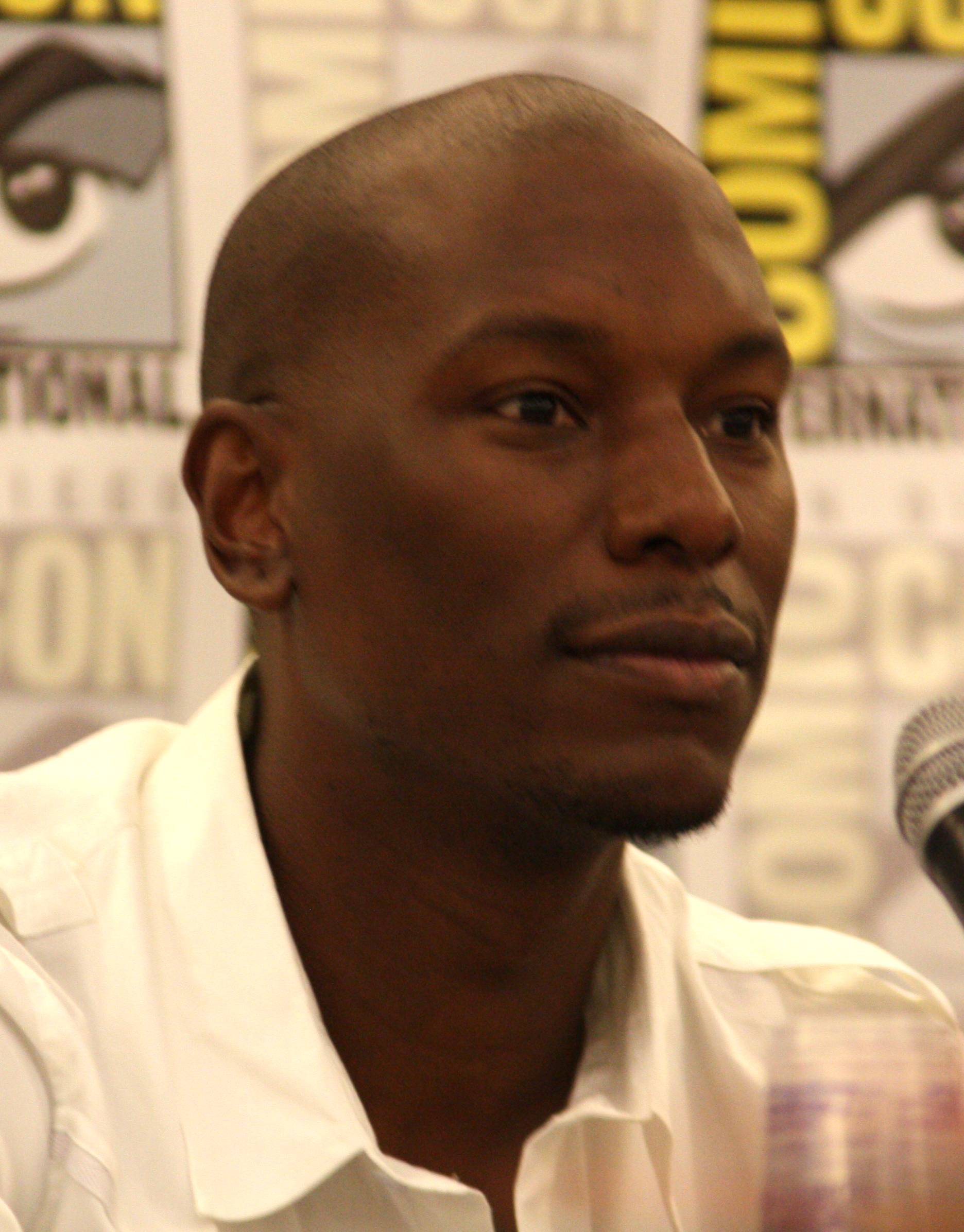
Tyrese Gibson interprète Roman Pearce dans les épisodes 2, 5 à 11 (8 films).
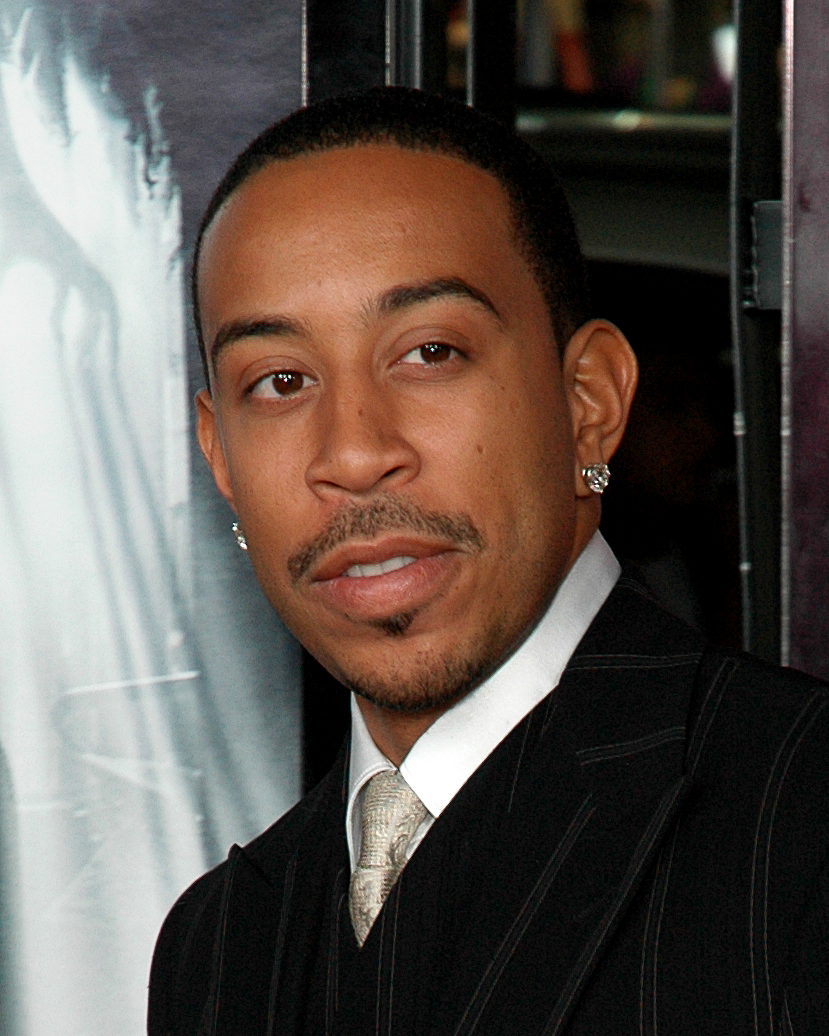
Chris Bridges interprète Tej Parker dans les épisodes 2, 5 à 11 (8 films).
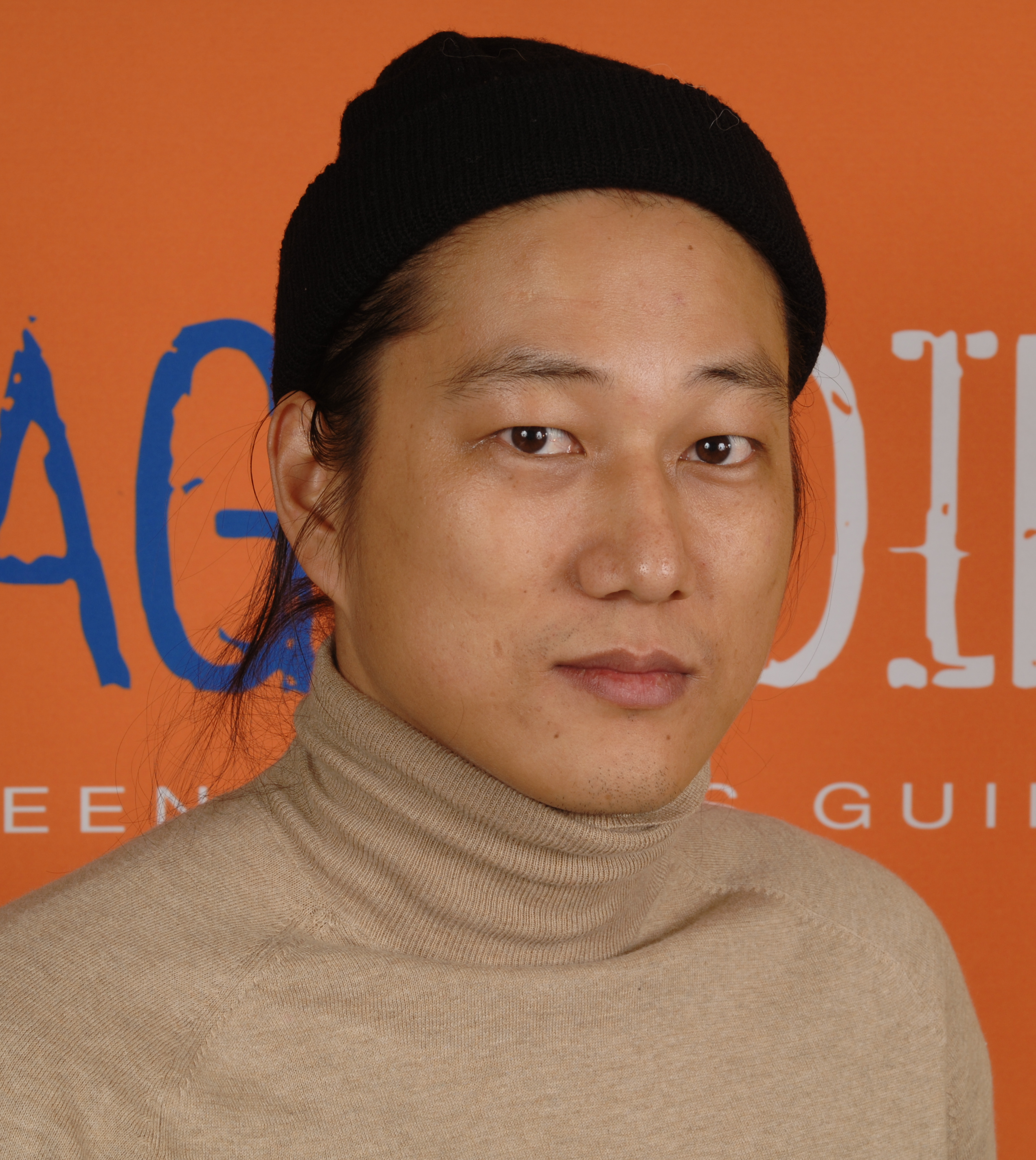
Sung Kang interprète Han Seoul-Oh dans les épisodes 3 à 6, 9 à 11 (7 films)
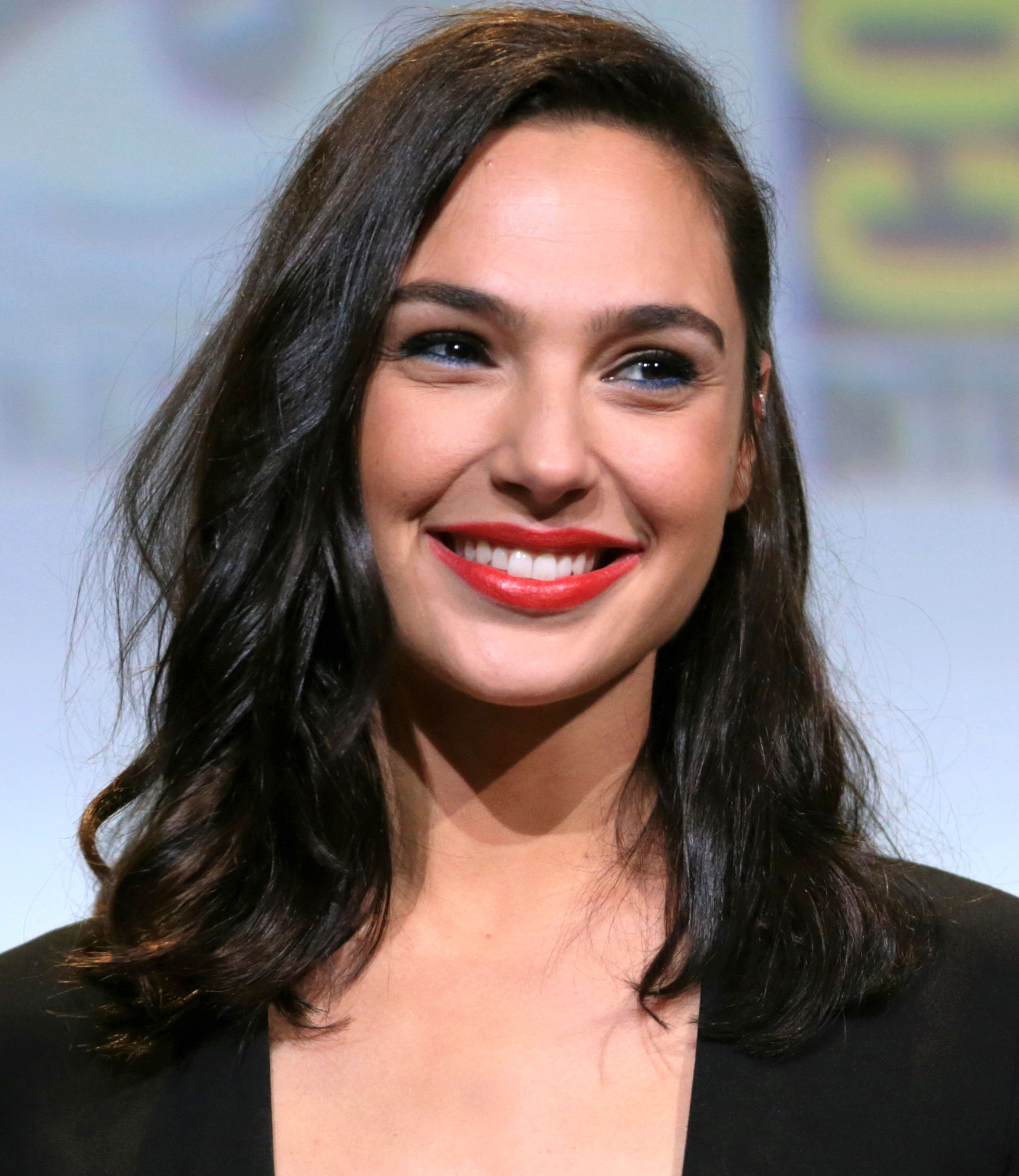
Gal Gadot interprète Gisele Harabo dans les épisodes 4 à 6, 11 (4 films)
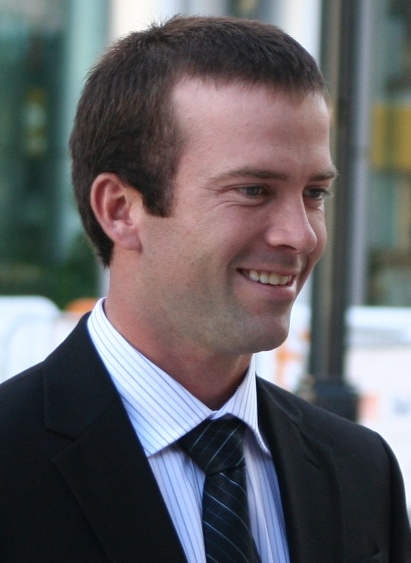
Lucas Black interprète Sean Boswell dans les épisodes 3, 7 et 9 (3 films)
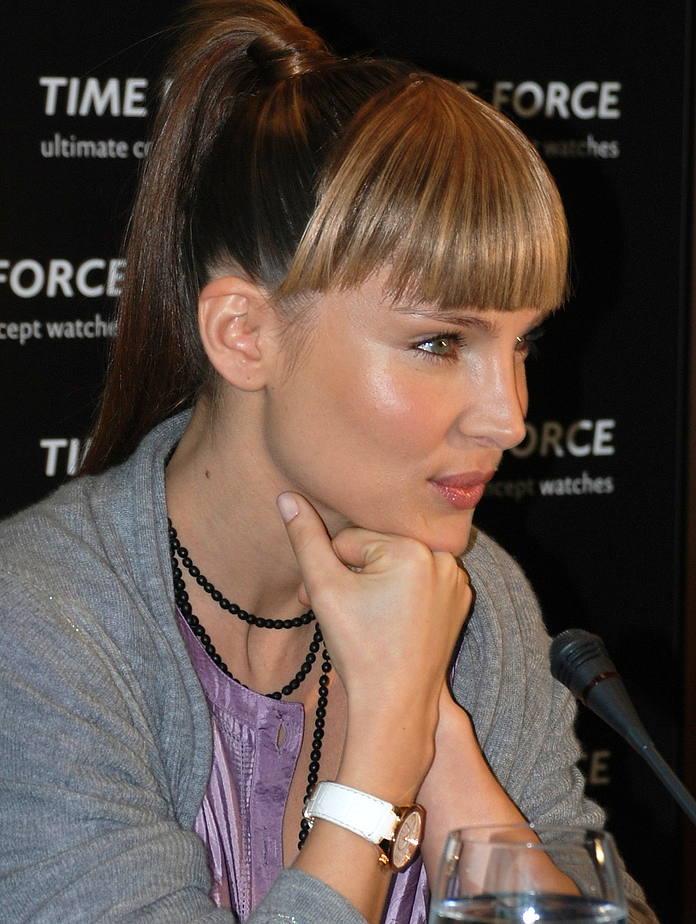
Elsa Pataky interprète Elena Neves dans les épisodes 5 à 8 (4 films)
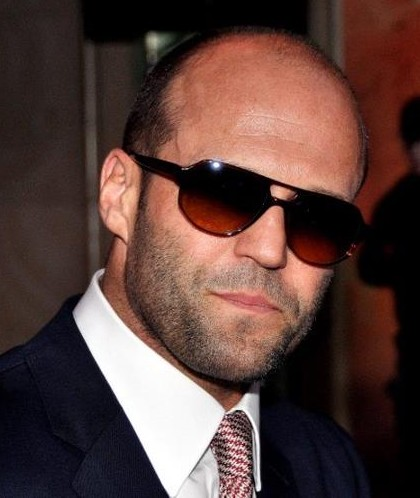
Jason Statham interprète Deckard Shaw dans les épisodes 7 et 8, Hobbs and Shaw, 10 et 11 (5 films)
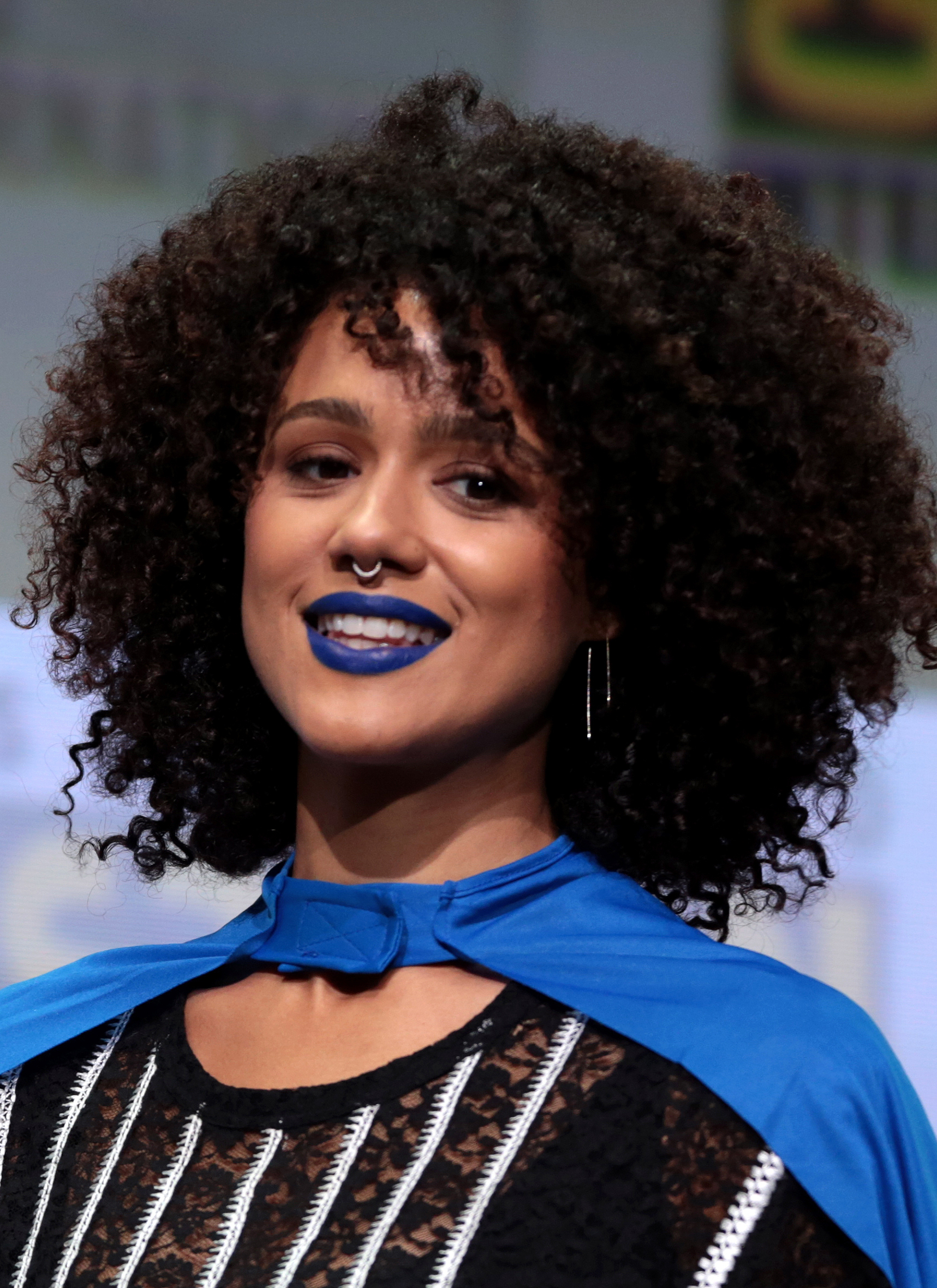
Nathalie Emmanuel Interprète par Megan Ramsey dans les épisodes 7 à 11 (5 films).
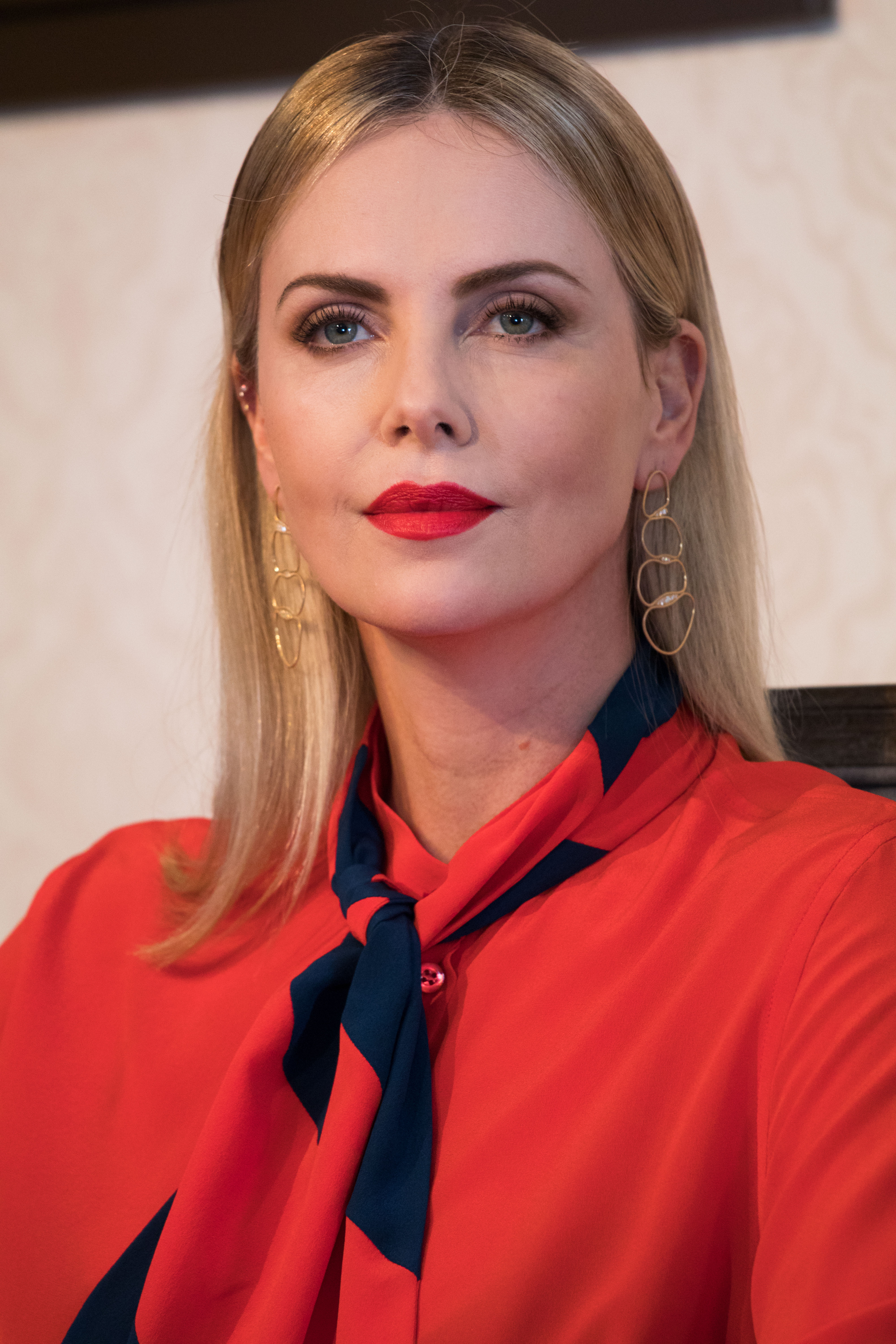
Charlize Theron interprète Cipher dans les épisodes 8 à 11 (4 films).
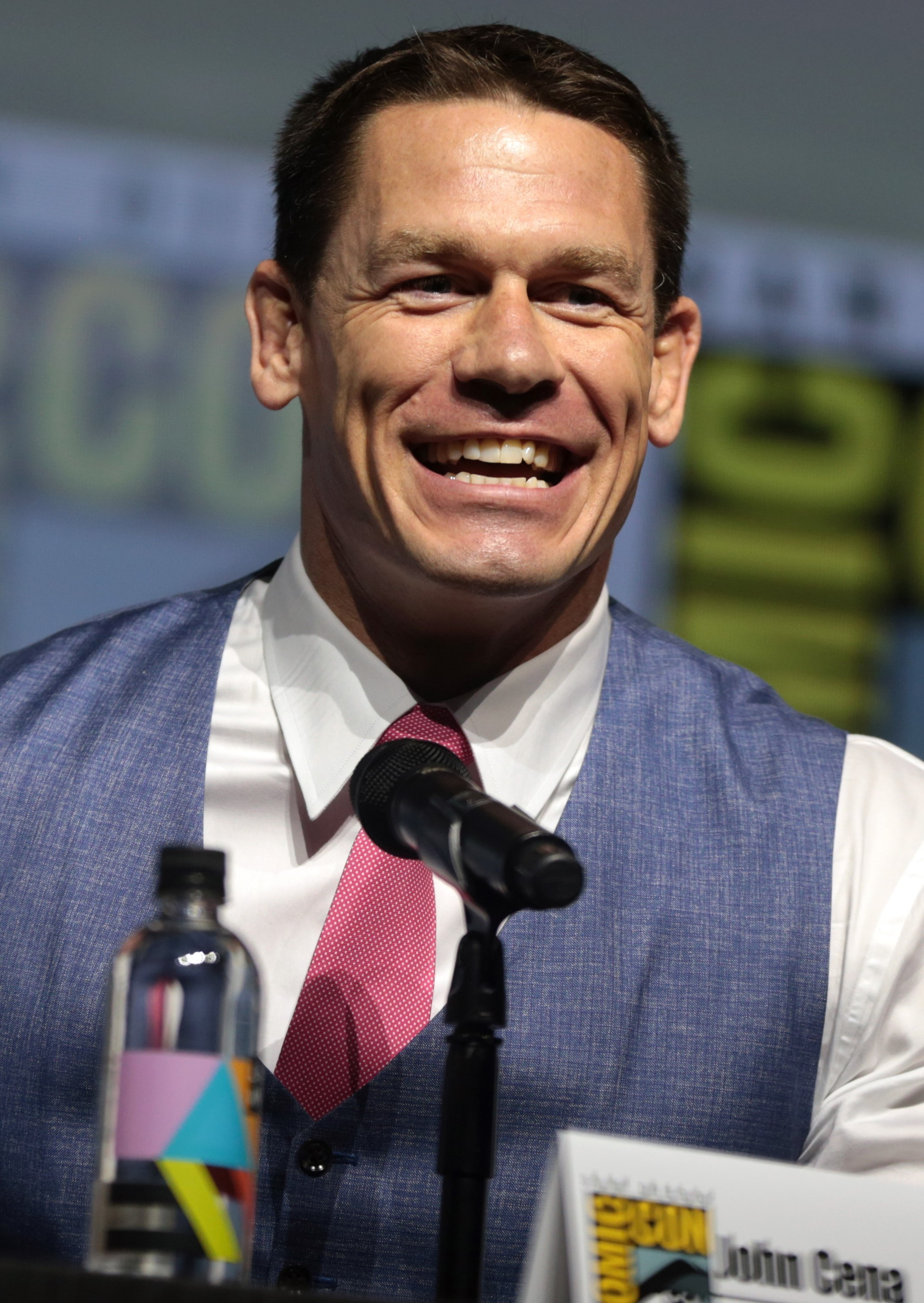
John Cena interprète par Jakob Toretto dans les épisodes 9 et 10 (2 films).
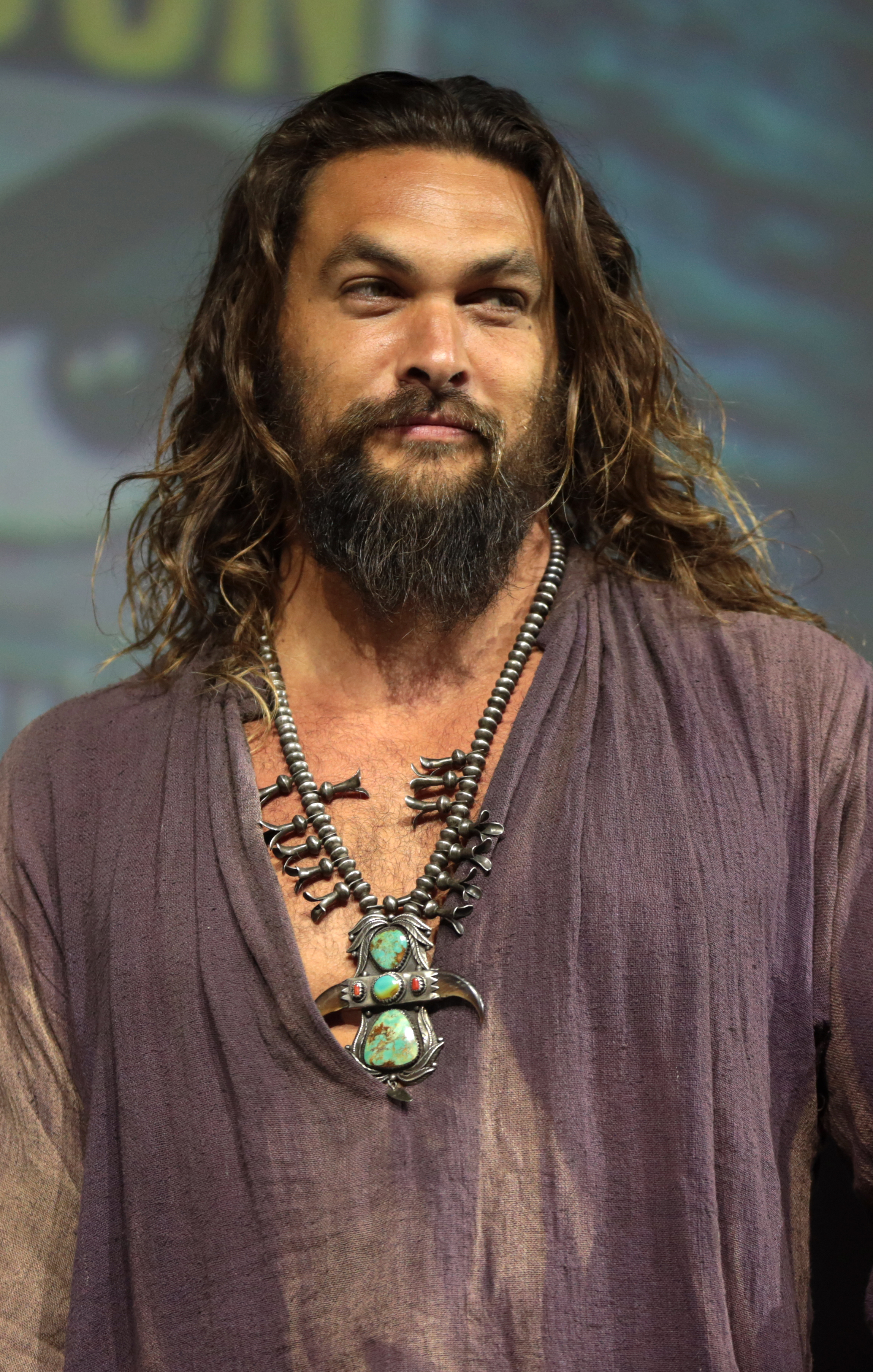
Jason Momoa Interprète Dante Reyes dans les épisodes 10, 11 et Hobbs and Reyes (3 films)

## Lieux d'action
| Films + années                          | Pays                                                                            | Villes                                              | Personnages principaux |
| --------------------------------------- | ------------------------------------------------------------------------------- | --------------------------------------------------- | --- |
| Fast and Furious (2001)                 | États-Unis                                                                      | Los Angeles                                         | Dominic Toretto Brian O'Conner Letty Ortiz Mia Toretto Vince Agent Bilkins Johnny Tran Jesse Leon                                                 |
| Turbo-Charged Prelude (2003)            | États-Unis                                                                      | Los Angeles Dallas Miami                            | Brian O'Conner |
| 2 Fast 2 Furious (2003)                 | États-Unis                                                                      | Miami Barstow (Californie)                          | Brian O'Conner Roman Pearce Tej Parker Monica Fuentes Suki Agent Bilkins Carter Verone                                                            |
| Tokyo Drift (2006)                      | États-Unis Japon                                                                | Tokyo                                               | Sean Boswell Twinkie Neela Han Lue Takashi Kamata                                                                                                 |
| Los Bandoleros (2009)                   | République dominicaine                                                          |                                                     | Dominic Toretto Letty Ortiz Han Lue Tego Leo Rico Santos                                                                                          |
| Fast and Furious 4 (2009)               | République dominicaine États-Unis Panama Mexique                                | Los Angeles Tecate Panama                           | Dominic Toretto Brian O'Conner Mia Toretto Letty Ortiz Han Lue Arturo Braga Fenix Rise Gisele Harabo Tego Leo Rico Santos                         |
| Fast and Furious 5 (2011)               | Brésil Allemagne Monaco                                                         | Rio de Janeiro Monte-Carlo                          | Dominic Toretto Brian O'Conner Luke Hobbs Mia Toretto Roman Pearce Tej Parker Han Lue Gisele Harabo Tego Leo Rico Santos Elena Neves Hernan Reyes |
| Fast and Furious 6 (2013)               | Îles Canaries Russie Hong Kong Royaume-Uni Espagne États-Unis Japon             | Tenerife Moscou Hong Kong Londres Los Angeles Tokyo | Dominic Toretto Brian O'Conner Luke Hobbs Letty Ortiz Mia Toretto Roman Pearce Tej Parker Han Lue Gisele Harabo Elena Neves Owen Shaw Riley Hicks |
| Fast and Furious 7 (2015)               | Royaume-Uni États-Unis République dominicaine Japon Caucase Émirats arabes unis | Londres Los Angeles Tokyo Abu Dhabi                 | Dominic Toretto Brian O'Conner Luke Hobbs Deckard Shaw Letty Ortiz Mia Toretto Roman Pearce Tej Parker Elena Neves Mr Nobody Megan Ramsey         |
| Fast and Furious 8 (2017)               | Cuba États-Unis Allemagne Russie                                                | La Havane Atlanta / New York Berlin                 | Dominic Toretto Luke Hobbs Deckard Shaw Letty Ortiz Roman Pearce Tej Parker Megan Ramsey Eric Reisner Cipher                                      |
| Fast and Furious: Hobbs and Shaw (2019) | Royaume-Uni Russie Ukraine Samoa                                                | Londres Moscou                                      | Luke Hobbs Deckard Shaw Brixton Lore Hattie Shaw                                                                                                  |
| Fast and Furious 9 (2021)               | Royaume-Uni Allemagne Japon États-Unis                                          | Londres Édimbourg Tokyo Los Angeles                 | Dominic Toretto Letty Ortiz Jacob Toretto Roman Pearce Tej Parker Megan Ramsey Mia Toretto Han Lue Cipher                                         |
| Fast and Furious 10 (2023)              | États-Unis Italie Brésil Portugal Royaume-Uni                                   | Los Angeles Rome Rio de Janeiro Lisbonne            | Dominic Toretto Letty Ortiz Deckard Shaw Jacob Toretto Roman Pearce Tej Parker Megan Ramsey Mia Toretto Han Lue Cipher Dante Reyes                |

| Los Angeles Dallas Miami Tokyo République dominicaine Panama Mexique (frontière) Rio de Janeiro Îles Canaries Londres Espagne Caucase Abou Dabi La Havane Berlin New York Russie Îles Samoa |

## Accueil

### Critiques
| Film                                    | Sites               | Sites                 | Sites    |
| Film                                    | Rotten Tomatoes     | Metacritic            | Allociné |
| --------------------------------------- | ------------------- | --------------------- | -------- |
| Fast and Furious (2001)                 | 53% (153 critiques) | 58/100 (34 critiques) | 3,0⁄5    |
| 2 Fast 2 Furious (2003)                 | 36% (160 critiques) | 38/100 (36 critiques) | 2,3⁄5    |
| Fast and Furious: Tokyo Drift (2006)    | 38% (139 critiques) | 45/100 (32 critiques) | 1,6⁄5    |
| Fast and Furious 4 (2009)               | 29% (178 critiques) | 46/100 (28 critiques) | 2,3⁄5    |
| Fast and Furious 5 (2011)               | 78% (207 critiques) | 66/100 (41 critiques) | 3,3⁄5    |
| Fast and Furious 6 (2013)               | 71% (214 critiques) | 61/100 (39 critiques) | 3,0⁄5    |
| Fast and Furious 7 (2015)               | 81% (281 critiques) | 67/100 (50 critiques) | 3,6⁄5    |
| Fast and Furious 8 (2017)               | 67% (315 critiques) | 56/100 (45 critiques) | 3,1⁄5    |
| Fast and Furious: Hobbs and Shaw (2019) | 68% (348 critiques) | 60/100 (54 critiques) | 2,8⁄5    |
| Fast and Furious 9 (2021)               | 59% (312 critiques) | 58/100 (54 critiques) | 2,7⁄5    |
| Fast and Furious 10 (2023)              | 57% (290 critiques) | 55/100 (58 critiques) | 2,9⁄5    |

- Fast and Furious : sur le site Rotten Tomatoes, le film a obtenu une note de 53 % d'après les avis de 147 critiques et un score moyen de 5,4⁄10. Le consensus critique se lit comme suit: "Élégant et brillant à la surface, Fast and Furious rappelle ces films d’exploitation adolescente des années 1950", indiquant "avis mitigés ou moyens". Les spectateurs interrogés par CinemaScore ont attribué au film une note de B +, sur une échelle de A à F.

- 2 Fast 2 Furious : sur Rotten Tomatoes, le second opus est approuvé avec un taux d'approbation de 36 % basé sur 160 opinions, avec une note moyenne de 4,7⁄10. Le consensus critique du site est le suivant : "De belles personnes et de belles voitures dans un film qui ne taxera pas les cellules du cerveau". Metacritic a évalué sur la base de 35 critiques, un score moyen de 38⁄100, indiquant "des critiques généralement défavorables" parmi les critiques de l'échantillon.

- Fast and Furious: Tokyo Drift : le troisième film de la série a obtenu un taux d'approbation de 38 % sur Rotten Tomatoes, d'après les critiques de 136 critiques; la note moyenne est de 4,9⁄10. Le consensus du site se lit comme suit: "Des séquences de conduite époustouflantes associées à une histoire molle et à des performances à plat font de cette dérive un suivi décevant des précédents épisodes de Fast and Furious". Les critiques du grand public, le film a reçu une note de 46⁄100 basée sur les critiques de 31 critiques signifiant "critiques mitigées ou moyennes".

- Fast and Furious 4 : le film a reçu des critiques mitigées de la part de critiques professionnels. Il est évalué à 28 % sur la base des 173 critiques recueillies sur le site Rotten Tomatoes et de 45⁄100 sur Metacritic sur la base de 27 avis, indiquant des "critiques moyenne ou mitigés".

- Fast and Furious 5 : ce cinquième film de la saga a reçu des critiques positives de la part des critiques. Sur le site Rotten Tomatoes, la cote du film est de 77 %, basé sur 198 critiques, avec une note moyenne de 6,4⁄10. Le consensus critique du site se lit comme suit: "Élégant, puissant et audacieux, Fast and Furious 5 embrasse fièrement ses frissons d'action cérébrale et insuffle une nouvelle vie dans la franchise". Sur Metacritic, le film obtient une note de 66⁄100, sur la base de 39 critiques indiquant "avis généralement favorables".

- Fast and Furious 6 : ce sixième opus a reçu des critiques généralement positives de la part des critiques. Sur le site Rotten Tomatoes, la cote du film est de 70 %, basé sur 201 critiques avec une note moyenne de 6,2⁄10. Le consensus critique du site se lit comme suit: "Avec son humour riche et ses scènes d'action extraordinaires, Fast and Furious 6 s'appuie sur la formule gagnante qui a fait de Fast 5 un succès critique et commercial". Metacritic attribue au film 61⁄100, sur la base de 39 critiques, indiquant "des critiques généralement favorables". Les sondages CinemaScore ont révélé que la note moyenne attribuée par les cinéphiles au film était un "A" sur une échelle de A + à F.

- Fast and Furious 7 : le film a reçu des critiques positives, les critiques louant les décors d'action et les performances du film, ainsi que son hommage émouvant à Walker. Le site Rotten Tomatoes signale 81 % sur 265 avis de clients et une note moyenne de 6,69⁄10. Le consensus critique du site se lit comme suit: "Fast and Furious 7 maintient la franchise de plus d'une manière". Sur Metacritic, le film a une note de 67⁄100, sur la base de 44 critiques indiquant des "critiques généralement favorables". Dans les sondages CinemaScore menés au cours du week-end d'ouverture, les spectateurs ont attribué à Furious 7 la note moyenne «A» de A à F.
En France, le film reçoit des critiques très positives. Sur le site d'Allociné, la presse lui donne une moyenne de 3.6⁄5 basé sur 17 critiques. Les spectateurs lui donnent une moyenne de 4.2⁄5 basé sur 8 552 notes dont 995 critiques.

- Fast and Furious 8 : sur Rotten Tomatoes, le film a reçu une note d'approbation de 65 % basée sur 167 critiques, avec une moyenne de 60 %. Le consensus critique du site a écrit : « Fast and Furious 8 ouvre un nouveau chapitre dans la franchise, alimenté par la même infectieuse coulée chimique et l'action théâtrale que les fans attendent. »[4] Sur Metacritic, qui lui attribue une note normalisée, le film reçoit une note de 56⁄100, fondée sur 43 critiques « mitigées ou moyennes »[5].
Sur Allociné, la presse a donné au film une note de 3⁄5, d'après 150 critiques[6].

- Fast and Furious: Hobbs and Shaw : le film reçoit des critiques plutôt mitigées de la presse. Sur l'agrégateur américain Rotten Tomatoes, il récolte 66 % d'opinions favorables pour 282 critiques[9]. Sur Metacritic, il obtient une note moyenne de 60⁄100 pour 54 critiques[10].
En France, le film obtient une note moyenne de 2.9⁄5 sur le site AlloCiné, qui recense 22 titres de presse[11]. Pour Première, « Hobbs & Shaw est un divertissement total, jouissif et übercool, un peu comme ce gamin dans les années 80 qui s’éclatait seul dans sa chambre avec ses G.I. Joe. »[12]. Pour Libération, « Les deux modèles, l’ultrasouple Statham et le massif Johnson, se complètent bien dans la vanne et le style, équilibrant la testostérone avec un clin d’œil permanent sans l’assécher. »[13].

### Box-office

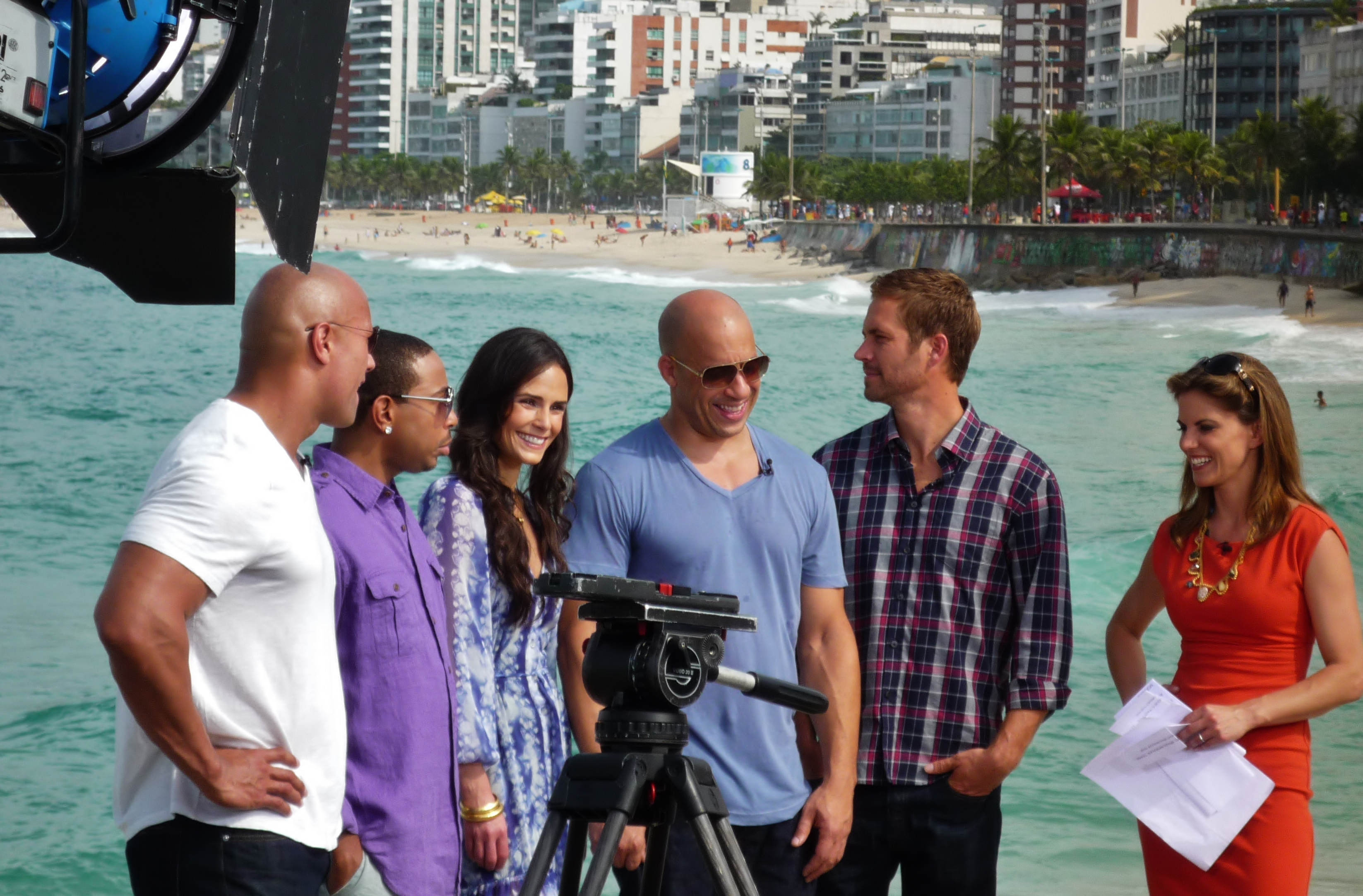
De gauche à droite : Dwayne Johnson, Ludacris, Jordana Brewster, Vin Diesel et Paul Walker avec la journaliste Natalie Morales, en 2011.

| Film                                    | Box-office Mondial | Box-office États-Unis - Canada | Box-office France  | Budget          |
| --------------------------------------- | ------------------ | ------------------------------ | ------------------ | --------------- |
| Fast and Furious (2001)                 | 207 517 509 $      | 144 745 925 $                  | 1 070 360 entrées  | 38 000 000 $    |
| 2 Fast 2 Furious (2003)                 | 236 350 661 $      | 127 154 901 $                  | 1 827 554 entrées  | 76 000 000 $    |
| Fast and Furious: Tokyo Drift (2006)    | 158 964 610 $      | 62 514 415 $                   | 828 310 entrées    | 85 000 000 $    |
| Fast and Furious 4 (2009)               | 363 164 265 $      | 155 064 265 $                  | 1 811 984 entrées  | 85 000 000 $    |
| Fast and Furious 5 (2011)               | 626 137 675 $      | 209 837 675 $                  | 2 517 576 entrées  | 125 000 000 $   |
| Fast and Furious 6 (2013)               | 788 680 968 $      | 238 679 850 $                  | 2 994 362 entrées  | 160 000 000 $   |
| Fast and Furious 7 (2015)               | 1 516 045 911 $    | 353 007 020 $                  | 4 637 718 entrées  | 250 000 000 $   |
| Fast and Furious 8 (2017)               | 1 236 005 118 $    | 226 008 385 $                  | 3 838 447 entrées  | 250 000 000 $   |
| Fast and Furious: Hobbs and Shaw (2019) | 760 732 926 $      | 173 956 935 $                  | 2 433 635 entrées  | 200 000 000 $   |
| Fast and Furious 9 (2021)               | 726 229 501 $      | 173 005 945 $                  | 2 025 112 entrées  | 200 000 000 $   |
| Fast and Furious 10 (2023)              | 704 709 660 $      | 145 960 660 $                  | 2 300 601 entrées  | 340 000 000 $   |
| Totaux                                  | 7 324 485 804 $    | 2 009 935 976 $                | 26 285 601 entrées | 1 809 000 000 $ |

## Jeux vidéo
- The Fast and the Furious sur Xbox, PS2 et bornes d'arcades (2004). Ce jeu avait été tout d'abord prévu pour le premier trimestre 2004, puis finalement annulé, pour des raisons inconnues. En revanche, il a été porté sur bornes d'arcades.
- The Fast and the Furious : Tokyo Drift sur PS2 (1er mars 2007) et sur PSP (14 mars 2008).
- Fast And Furious : Showdown sur Xbox 360 sur PlayStation 3 sur Wii U sur Nintendo 3DS ainsi que sur PC (24 mai 2013).
- Forza Horizon 2 Presents Fast and Furious sur Xbox 360 & Xbox One. Il s'agit d'un stand alone de Forza Horizon 2 (il n'est pas nécessaire de posséder Forza Horizon 2 pour le télécharger). Pour l'occasion de la sortie de Fast and Furious 7 en 2015, le jeu a été mis gratuit sur le Xbox Live du 27 mars 2015 au 10 avril 2015, et reviendra ensuite au prix de 9,99 €.
- En partenariat avec la sortie du septième long métrage de la série, le jeu vidéo Rocket League propose du contenu téléchargeable relatif à la licence Fast and Furious depuis le 11 octobre 2017. Trois véhicules peuvent être téléchargées en pack ou indépendamment, il s'agit de la Nissan Skyline GT-R R34, modèle de 1999 conduite par le personnage de Brian O'Conner dans le film 2 Fast 2 Furious, la Dodge Charger R/T de 1970, connue comme la voiture phare de Dominic Toretto depuis le premier épisode, ainsi qu'une seconde version de ce véhicule issue de Fast And Furious 7, à savoir la Dodge Ice Charger[16].

## Postérité
Dans le film 3 Jours max (2023) de Tarek Boudali, il y a deux références :
Franck Gastambide tient un petit caméo, clin d’œil à Dominic « Dom » Toretto car il tient le rôle de Dominic « Dom » Toretto.
Vers la fin, quand la bande d'amis du film regarde leurs exploits à la télé, dans les petit news du journal télévisé, il y a écrit : Julien Arruti remplacera Vin Diesel dans Fast and Furious.